# Famille Mussini
Cette page explique l’histoire ou répertorie les différents membres de la famille Mussini.
La famille Mussini est une famille d'artistes italiens dont la plupart des membres connus ont vécus au XIXe siècle.

## Filiation
- Natale Mussini (it), maître de chapelle à la cour prussienne de Berlin,
  - Luigi Mussini (1813 - 1888), son fils, peintre du purisme italien
  - Luigia Mussini-Piaggio (1832- 1965), sa femme, peintre et adhérente au même mouvement pictural,
    - Luisa Mussini-Franchi (1865 -??), leur fille, peintre et femme du peintre Alessandro Franchi.